# Ilyarachna bergendahli
Ilyarachna bergendahli är en kräftdjursart som beskrevs av Axel Ohlin 1901. Ilyarachna bergendahli ingår i släktet Ilyarachna och familjen Munnopsidae. Inga underarter finns listade i Catalogue of Life.